# Tim Hecker
Tim Hecker, znany także jako Jetone (ur. 1974 w Vancouver) – kanadyjski twórca muzyki elektronicznej.
9 listopada 2008 wystąpił na festiwalu Plateaux w Toruniu.

## Dyskografia
Albumy studyjne
- (2001) Haunt Me, Haunt Me Do It Again
- (2003) Radio Amor
- (2004) Mirages
- (2005) Mort Aux Vaches
- (2006) Harmony in Ultraviolet
- (2009) An Imaginary Country
- (2011) Ravedeath, 1972
- (2012) Instrumental Tourist
- (2013) Virgins
- (2016) Love Streams
- (2018) Konoyo
- (2019) Anoyo
- (2021) The North Water (Original Score)
- (2023) No Highs[2]

EP
- (2002) Trade Winds, White Noise
- (2002) My Love Is Rotten To The Core
- (2007) Atlas
- (2010) Apondalifa
- (2011) Dropped Pianos

Współpraca
- (2008) Fantasma Parastasie (z Aidanem Bakerem)

jako Jetone
- (2000) Autumnumonia
- (2001) Ultramarin
- (2006) Sundown